# Menander hebrus
Menander hebrus is een vlindersoort uit de familie van de prachtvlinders (Riodinidae), onderfamilie Riodininae.
Menander hebrus werd in 1775 beschreven door Cramer.